# Saint-Malo-en-Donziois
Saint-Malo-en-Donziois é uma comuna francesa na região administrativa de Borgonha-Franco-Condado, no departamento Nièvre. Estende-se por uma área de 15,13 km². Em 2010 a comuna tinha 130 habitantes (densidade: 8,6 hab./km²).